# 大阪府立香里丘高等学校
大阪府立香里丘高等学校（おおさかふりつ こうりがおかこうとうがっこう）は、大阪府枚方市東中振二丁目にある公立高等学校。

## 概要
全日制普通科を設置する。1980年に開校した。通常の文系・理系のほか、2017年度より専門コースとして「アクティブ専門コース」を設置している。アクティブ専門コースはさらに音楽コースとスポルトコースに細分化され、2・3年時に音楽および体育・スポーツについての科目を深化して学ぶ。

## 沿革
- 1979年3月12日 - 大阪府議会において大阪府立第129高等学校建設予算議決。
- 1979年12月22日 - 大阪府議会が大阪府条例の改正を承認、大阪府立香里丘高等学校の設置が決定。
- 1980年1月1日 - 大阪府条例により大阪府立香里丘高等学校を設置。
- 1980年4月1日 - 開校。
- 2017年 - アクティブ専門コースを設置。

## 出身者
- 山下智弘 - 住宅デザイン・リノベーション・都市創造「リノベる」創業者・代表取締役社長[2]

- 熊谷まどか - 映画監督。
- 酒井格 - 作曲家、編曲家。
- 瀬口忍 - 漫画家。
- cruyff in the bedroom - シューゲイザー、オルタナティヴ・ロックバンド
- 橋本さとし - 俳優
- SADA - 俳優、モデル。
- 辻結花 - 総合格闘家
- NovA GOLD.Jr. - ラッパー

## 交通
- 京阪本線 光善寺駅東1.2km（徒歩約15分、または光善寺駅前より京阪バスで5分）